# Cucullia incana
Cucullia incana är en fjärilsart som beskrevs av Eduard Friedrich Eversmann 1842. Cucullia incana ingår i släktet Cucullia och familjen nattflyn. Inga underarter finns listade i Catalogue of Life.